# Unbegründetheit
Als unbegründet bezeichnet die juristische Fachsprache einen Antrag, eine Klage, einen Rechtsbehelf oder ein Rechtsmittel, der oder dem durch eine Gerichts- oder Behördenantwort der Erfolg verwehrt wird, ohne dass die Statthaftigkeit oder Zulässigkeit der Eingabe bestritten wird. In diesem Sinn setzt die Feststellung der Unbegründetheit im Urteil, Beschluss, Entscheid oder einer Verfügung die Prüfung der Sache selbst voraus. Von diesem Sachurteil ist das Prozessurteil über die Unzulässigkeit der Klage zu unterscheiden.
Wird ein Antrag, eine Klage, ein Rechtsbehelf oder ein Rechtsmittel dagegen nicht begründet, so kann damit je nach Prozessordnung eine Zulässigkeitsbedingung verfehlt worden sein. Wird eine Zivilklage rechtshängig, die entgegen § 253 Abs. 2 Nr. 2 ZPO nicht oder nur unzureichend begründet ist und bessert der Kläger trotz gerichtlichen Hinweises nicht nach, wird die Klage als unzulässig abgewiesen. Nach wohl überwiegender Ansicht in der Literatur führt auch das Fehlen einer Anspruchsbegründung im Mahnverfahren (§ 697 Abs. 1 Satz 1 ZPO) zur Unzulässigkeit der Klage.